# De statua

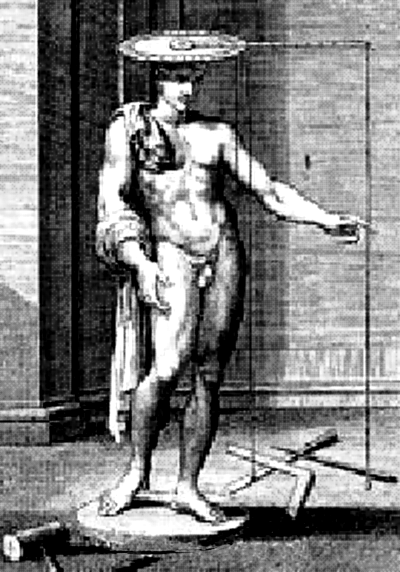
le definitor

De statua (De la statue) est un traité de sculpture écrit en 1462 et publié en 1464 par Leon Battista Alberti. C'est le troisième opus de sa trilogie de traités des arts majeurs qui a été largement diffusée pendant la Renaissance, il fut précédé par De pictura (1436) et De re aedificatoria (1454).

## Contenu
Traité de la sculpture composé vers 1450, complète sa trilogie sur les arts majeurs. Alberti y expose en 19 chapitres une définition de l’art plastique tridimensionnel qui accorde à la sculpture, considérée jusqu’alors comme une vulgaire activité manuelle, la dignité intellectuelle qui lui était niée. Ce traité fut traduit en italien en 1568 par Cosimo Bartoli, le texte original latin n’étant publié qu’à la fin du XIXe siècle, et ce n’est qu’à la fin du XXe que des traductions modernes en ont été publiées .

## Éditions
- (la) La Statue (Leon Battista Alberti)  (trad. du latin), Paris, Éditions Rue d’Ulm Collection : Æsthetica, 2011, 201 p. (ISBN 978-2-7288-0450-4, lire en ligne), p. 204